# Michael Thorndyke
Michael C. Thorndyke, född 1946, död 2022, var en brittisk marinbiolog.
Thorndyke tjänstgjorde som professor i experimentell marin biologi vid Kungliga Vetenskapsakademien och var verksam vid Sven Lovéns centrum för marina vetenskaper, efter att före skapandet av detta centrum ha varit verksam som föreståndare vid Kristinebergs marina forskningsstation inom Vetenskapsakademien. Han var tidigare verksam vid University of London.
Thorndyke invaldes år 2004 som utländsk ledamot av Kungliga Vetenskapsakademien, och tilldelas Äldre Linnémedaljen i guld 2011 ”för hans forskningsinsatser inom den marina genomiken och för hans arbete för att utveckla Kristinebergs marina forskningsstation, inte minst vad beträffar dess internationella betydelse”.